# Pyroglyphidae
Pyroglyphidae zijn  een familie van mijten. Bij de familie zijn 19 geslachten met circa 60 soorten ingedeeld.